# Koronakidobódás
A koronakidobódás a naptevékenység egyik megnyilvánulása: a napkorona egy darabjának kilökődése a bolygóközi térbe.
Az angol szakirodalomban a koronakidobódás neve: „coronal mass ejection”, vagy elterjedt rövidítéssel CME. (Magyar szövegekben gyakran találkozhatunk a „koronakitörés” vagy „koronakilövellés” elnevezésekkel is, ezek azonban mind az angol eredetit, mind a jelenség lényegét kevésbé hűen adják vissza. A Skylab-program idején – az 1970-es években – még „koronatranziens” néven is említették.)
A koronakidobódás oka a Nap mágneses terének instabilitása. A mágneses erők hatására a kidobódó plazmafelhő (melynek helyét természetesen azonnal kitölti a környező gáz) egyre gyorsuló emelkedésbe kezd, s a Napot elhagyva bolygóközi mágneses felhővé válik. Az emelkedés sebessége végül többé-kevésbé állandóvá válik, bár ha a környező napszél (4–500 km/s-os) sebességétől jelentősen eltér, a közegellenállás miatt még további fokozatos lassulásnak vagy gyorsulásnak van kitéve. Egyes koronakidobódások sebessége akár a 2–3000 km/s-ot is elérheti.
A kidobott plazmafelhő tömege {\displaystyle 10^{11}} és {\displaystyle 10^{14}} kg között van, átlagosan {\displaystyle 10^{12}} kg. A kidobódás kezdetén mérete általában legfeljebb 100 Mm, hőmérséklete 1–2 millió K, benne a mágneses tér erőssége néhány gauss. A felszállás során a környező nyomás csökkenése miatt a plazmacsomó tágul és hűl.
A nagyobb sebességű koronakidobódások a környező koronában szuperszonikusan mozogva maguk előtt (és oldalt) lökésfrontot keltenek. Az ilyen nagy kidobódások ezért óriási, táguló buborék vagy csepp formájában jelennek meg a koronagráfos felvételeken. A lökésfront okozta plazmaoszcilláció rádiókitörést is okoz. Ilyen ún. II. típusú rádiókitörések a koronakidobódások mintegy 2/3-át kísérik.

## Földi hatások
A naptevékenységi jelenségek közül a koronakidobódásoknak van a legerősebb földi hatása. A közvetlen hatások a következők:
- A kidobódásokat kísérő rádiókitörések megzavarhatják a rádiós kommunikációt, a radarok működését, és az elektromos energiahálózatot.
- A lökésfrontban felgyorsított nagyenergiájú (akár 100 MeV feletti) protonok és más részecskék károsíthatják az űreszközöket, az űrhajósok, és a repülőgépek személyzetének egészségét.
- Ha a Föld a kidobott anyag útjába esik, a földi magnetoszférának ütközve mágneses vihart okozhat. A vihar megzavarhatja a navigációt, megbolondítva az iránytűket. Emellett a mágneses tér gyors ingadozása erős kóboráramokat indukálhat az elektromos berendezésekben, ami túlterhelést okoz, ez pedig olykor - elsősorban magas földrajzi szélességeken, például Kanada, Skandinávia - nagy területeket érintő áramkimaradásokhoz vezet.
- A magnetoszférában – a van Allen-övekben – állandóan jelenlevő töltött részecskék a mágneses vihar következtében a sarkvidékeknél bejuthatnak a Föld felső légkörébe, ott a sarki fény néven ismert fényjelenséget okozva.
- A magnetoszférában a töltött részecskék mennyisége jelentősen megnőhet, ha a Földet eltaláló (koronakidobódásból eredő) bolygóközi mágneses felhő mágneses polaritása a magnetoszféráéval ellentétes. Ekkor ugyanis a felhő és a magnetoszféra között mágneses átkötődés történhet, s ennek révén a felhő plazmája bejuthat bolygónk magnetoszférájába.

## Külső hivatkozások
- SoHO LASCO koronakidobódások katalógusa
- SoHO LASCO koronakidobódások egy másik katalógusa Archiválva 2007. december 22-i dátummal a Wayback Machine-ben